# Вулиця Михайла Грушевського (Нікополь)
Вулиця Михайла Грушевського — вулиця у місті Нікополь. Пролягає від вулиці В'ячеслава Чорновола до вулиці Героїв Холодного Яру.

## Перехрестя
- вулиця Станіславського
- вулиця Каштанова
- вулиця Героїв Чорнобиля
- вулиця Івана Мазепи
- вулиця Європейська
- вулиця Лисенка
- вулиця Соборна

## Історія
Вулиця виникла у 1940-рр. під назвою Третяківська, на честь Павла Третьякова. Сучасна назва з 2003 році.